# Eilema divisa
Eilema divisa är en fjärilsart som beskrevs av Walker 1862. Eilema divisa ingår i släktet Eilema och familjen björnspinnare. Inga underarter finns listade i Catalogue of Life.